# Roungou
Roungou est une localité située dans le département de Pissila de la province du Sanmatenga dans la région Centre-Nord au Burkina Faso.

## Géographie
Constitué de centres d'habitation dispersés, Roungou se trouve à 7 km à l'est de Poulallé et à environ 10 km au sud-est de Pissila, le chef-lieu du département.

## Histoire
Roungou est administrativement rattachée à Diassa.

## Éducation et santé
Le centre de soins le plus proche de Roungou est le centre de santé et de promotion sociale (CSPS) de Poulallé – à terme le projet de construction de CSPS à Goèma en fera le centre de référence pour Roungou – tandis que le centre hospitalier régional (CHR) se trouve à Kaya.